# Staurogynopsis
Staurogynopsis là chi thực vật có hoa trong họ Acanthaceae.